# Новый Милет
Но́вый Миле́т — село в городском округе Балашиха Московской области. Население — 620 чел. (2010).

## Название
В 1784 году упоминается как сельцо Милеть, Демидково, Демино тож и примыкающая к нему деревня Новая Слобода, в середине XIX века — сельцо Милеты, Мелеты и деревня Новая. К 1926 году деревня получила название Новый Милет, а село Старый Милет, которое впоследствии было поглощено деревней. Название Милет может быть связано как с усечённой формой календарного имени Милетий, так и с некалендарным личным именем Милит.

## География
Село Новый Милет расположено в восточной части городского округа Балашиха. Высота над уровнем моря 127 м. Рядом с селом протекает река Вьюнка. В селе 4 улицы — Новослободская, Парковая, а также Новомилетское и Полтевское шоссе. Ближайший населённый пункт — деревня Русавкино-Романово.

## История
Усадьба была основана в середине XVIII века графом М. И. Воронцовым; затем принадлежала его брату графу Р. И. Воронцову и до начала XIX века его сыну С. Р. Воронцову. Воронцовы продали усадьбу семье князя Дмитрия Васильевича Голицына (1760—1813); в 1826 году она числилась за его женой секунд-майоршей княгиней Ириной Матвеевной Голицыной (?—1849). Их дочь Мария Дмитриевна (1802—?) вышла замуж за князя Александра Ивановича Ухтомского и получила усадьбу в качестве приданого. Ухтомские возвели новый усадебный дом и расширили парковую часть имения. До 1911 года усадьба принадлежала княгине Л. М. Ухтомской (урождённой Морголи, по первому браку Казаковой), а последним владельцем до 1917 года был муж её дочери Лидии Александровны (?—1915) от первого брака — историк и сотрудник Петербургского Археологического института Сергей Николаевич Кологривов (1856 — после 1918).
Главный дом середины XVIII века (предположительно архитектор В. В. Растрелли) сгорел в 1818 году, позднейший постройки дом был утрачен вскоре после 1917 года. В последней трети XVIII века в усадьбе работал архитектор Н. П. фон Берг.
В XIX веке деревня входила в состав Богородского уезда Московской губернии; в 1926 году была центром Новомилетского сельсовета Васильевской волости Богородского уезда. С 1929 года — населённый пункт в составе Реутовского района Московского округа Московской области; 19 мая 1941 года районный центр был перенесён в Балашиху, а район переименован в Балашихинский. До муниципальной реформы 2006 года село входило в состав Черновского сельского округа Балашихинского района. После образования городского округа Балашиха, село вошло в его состав.
Сохранились заросший регулярный липовый парк с остатками обваловки рубежа XVIII—XIX веков. Рядом — приходская Никольская церковь, земельный участок для которой пожертвовала княгиня Людмила Михайловна Морголи (? — 16.08.1911) в память о своём муже Сергее Александровиче Ухтомском (1831—1885), депутате дворянского собрания Богородского уезда. Первоначально населенный пункт относился к приходу с. Саввино. Строительство кирпичного храма началось в 1902 году — по проекту архитектора Мусе, на средства промышленника и купца 1-й гильдии Сергея Ильича Орлова при активном участии его брата Герасима Ильича Орлова и сына Пантелеймона Сергеевича Орлова (мемориальная доска в храме). Храм был освящён в 1904 году и отличался прекрасной акустикой и богатым внутренним убранством. Архитектура и наружное убранство храма восходят к образцам XVII века. В храме — бетонный мозаичный пол. Рядом с церковью располагались дом священника, сторожка и обширное кладбище с княжеской усыпальницей. В начале XX века здесь служил священномученик Иоанн Державин.

## Население
| 1926 | 2002 | 2006 | 2010 |
| ---- | ---- | ---- | ---- |
| 385  | ↗670 | ↗672 | ↘620 |

В 1926 году в деревне проживало 385 человек (190 мужчин, 195 женщин), насчитывалось 78 крестьянских хозяйств. По переписи 2002 года — 670 человек (299 мужчин, 371 женщина).